# بییامالئا
بییامالئا دهستانی در استان آلباستهٔ اسپانیا است.
در این دهستان ۳۹۵۱ نفر زندگی می‌کنند. مساحت این دهستان ۱۲۷٫۸۶ کیلومتر مربع است.